# Artis
Pour les articles homonymes, voir Artis (homonymie).

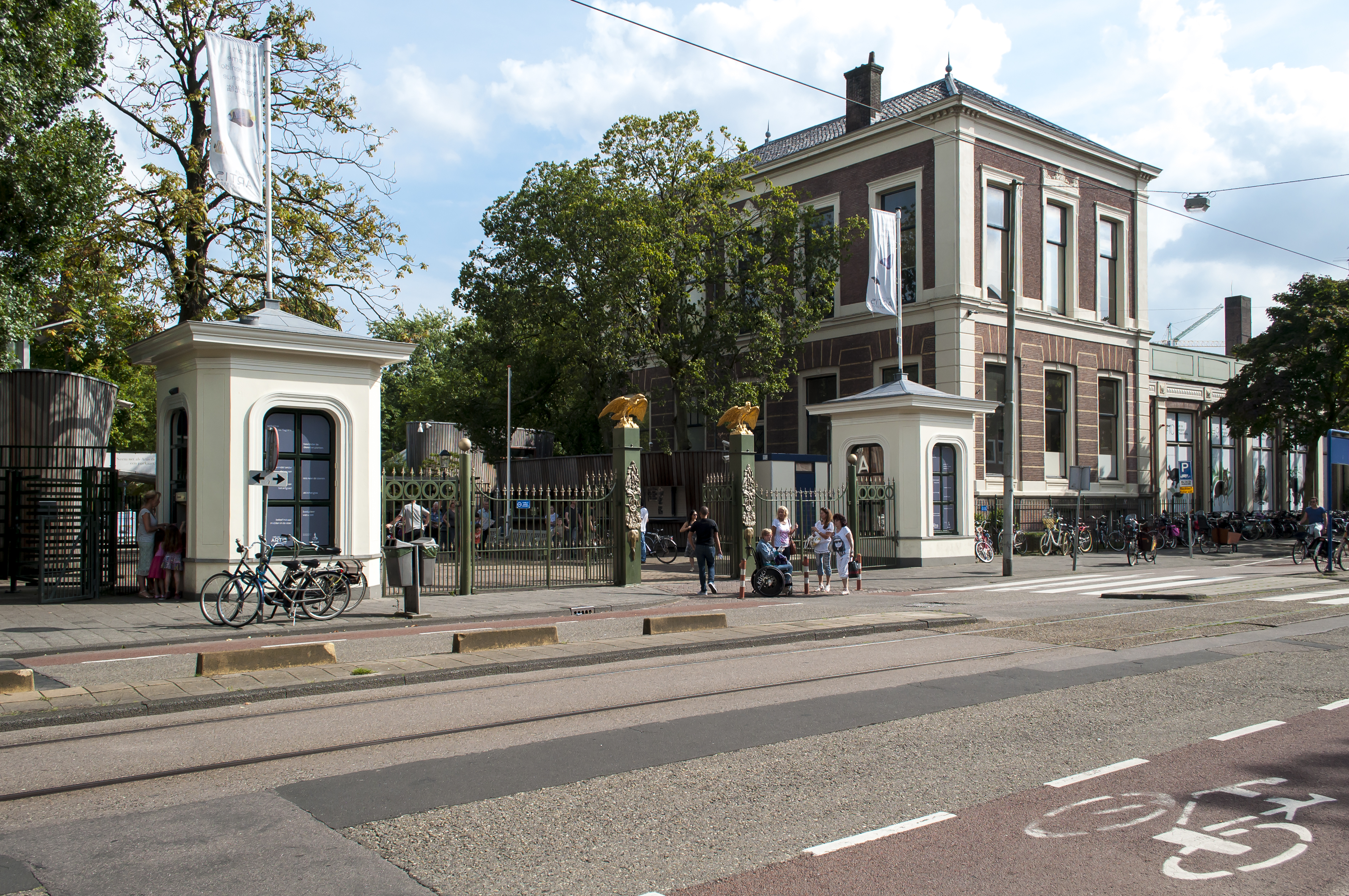
Entrée du parc.

Artis, abréviation de Natura Artis Magistra (du latin signifiant « la nature nous enseigne les arts »), est le plus vieux zoo des Pays-Bas. Il abrite 700 espèces et possède un aquarium important. Situé au cœur d'Amsterdam, ce zoo ouvert en 1838 s'étend sur 14 hectares. Ses nombreux visiteurs peuvent admirer des animaux d'Europe et exotiques. Il possède également un planétarium, un musée zoologique et géologique, ainsi qu'une bibliothèque. Composé de vingt-sept bâtiments, la plupart servant à abriter les animaux, Artis est un remarquable élément du patrimoine culturel du XIXe siècle.
Ce zoo est membre de la Fédération des zoo néerlandais (NVD), l'Association européenne des zoos et des aquariums (EAZA), l'International Species Information System (ISIS) et l'Association mondiale des zoos et des aquariums (WAZA).

## Histoire

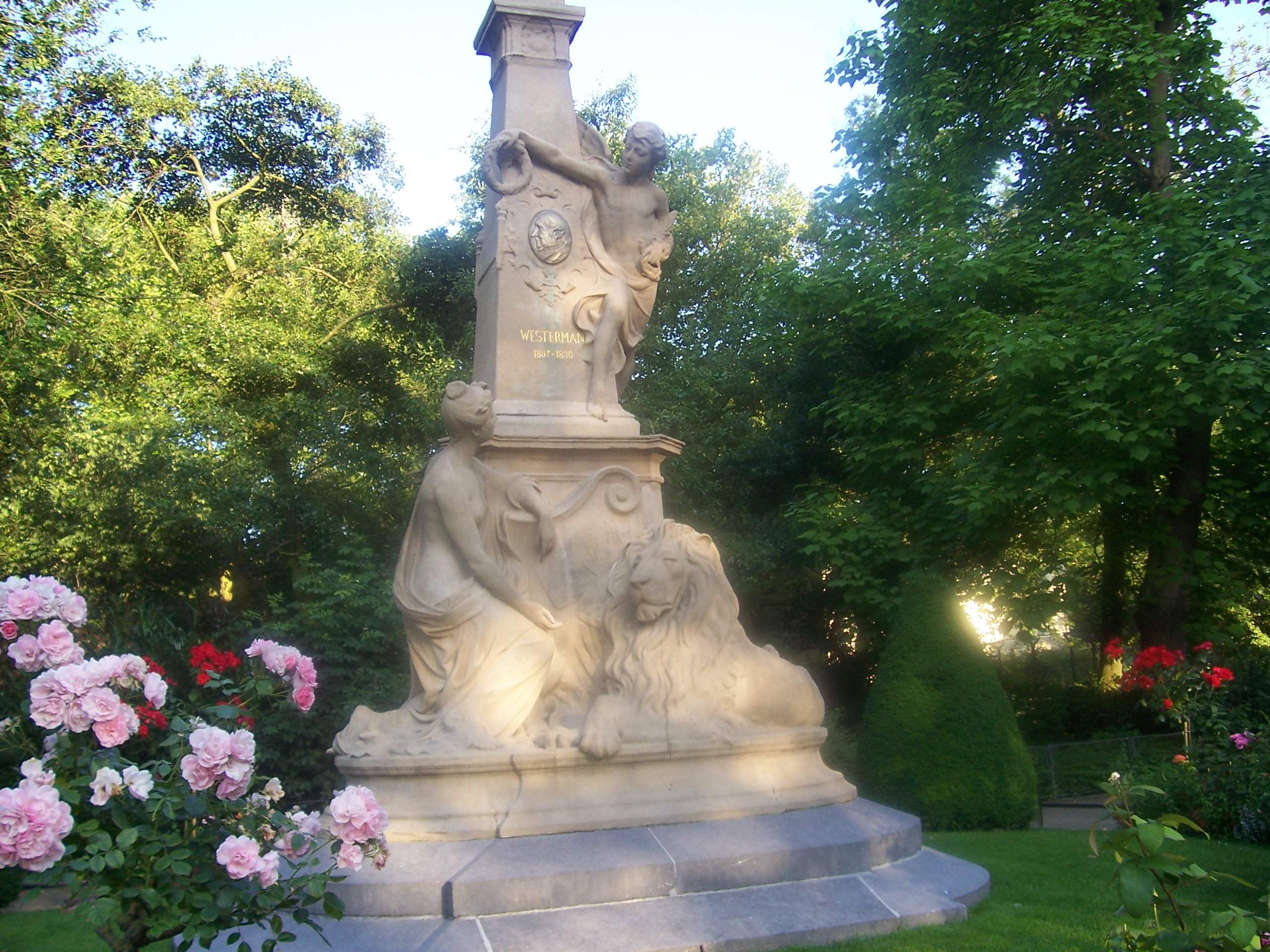
Monument en l'honneur de Westerman, l'un des fondateurs du zoo.

Artis est fondé en 1838 par Gerardus Frederik Westerman (nl), J.W.H. Werlemann et Jan Jacob Wijsmuller (nl) (surnommés « Les trois W »). À l'origine, l'entrée du zoo n'est autorisée que pour ses membres. En 1851, il est ouvert au public durant le mois de septembre seulement. C'est à partir de 1920 qu'il peut être visité librement tout au long de l'année ; le mois de septembre reste une période d'accès à prix réduit.
Le domaine Middenhof, qui constitue le cœur de l'actuelle propriété du zoo, est acquis par le bureau de la société zoologique Natura Artis Magistra vers la fin de 1838. Il est situé dans le Plantage, qui est alors une zone rurale aux alentours d'Amsterdam. Dès l'ouverture y sont exposés des spécimens vivants ou naturalisés.
Le zoo est ordinairement désigné sous le nom d'Artis : le parc est accessible par trois portes, surmontées des mots Natura, Artis et Magistra respectivement ; la plupart du temps, seule la porte centrale est ouverte, et les visiteurs passant par la porte Artis pensaient que le zoo s’appelait seulement ainsi.
C'est dans ce parc qu'a vécu le dernier quagga, où il mourut le 12 août 1883. Comme à cette époque il était confondu avec les zèbres, personne n'avait réalisé qu'il s'agissait de l'extinction de cette sous-espèce.

## Bâtiments historiques
Artis contient vingt-sept bâtiments historiques. L'Aquarium est construit en 1882, sur un terrain cédé par la municipalité à condition que seul un musée puisse y être bâti. La bibliothèque remonte à 1867 ; quant au Ledenlokale, à droite de l'entrée principale, il date également du XIXe siècle.
Le pavillon des loups — une auberge, à l'origine — et la Masman Garden House qui abrite actuellement la Grande Volière existaient avant la création du parc zoologique.

## Bibliothèque

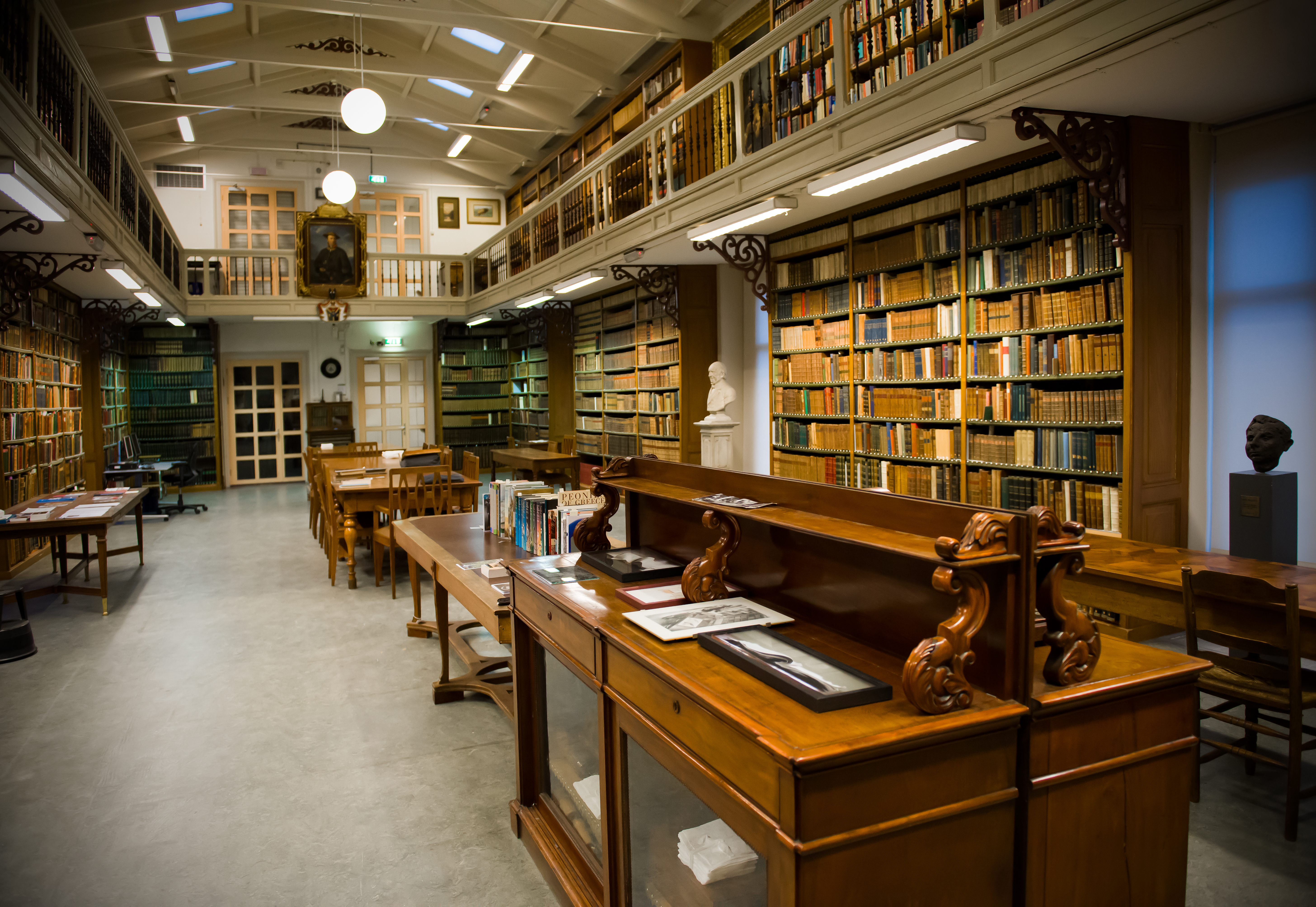
La bibliothèque d'Artis.

Artis possède une remarquable bibliothèque sur la zoologie et la botanique. Elle regroupe également les bibliothèques du musée zoologique d'Amsterdam (en) et du jardin botanique d'Amsterdam. Les archives de plusieurs zoologistes et botanistes y sont aussi conservées, dont celles d'Hugo de Vries.
La bibliothèque contient 20 000 livres, 3 000 manuscrits et 80 000 empreintes d'animaux.

## Galerie

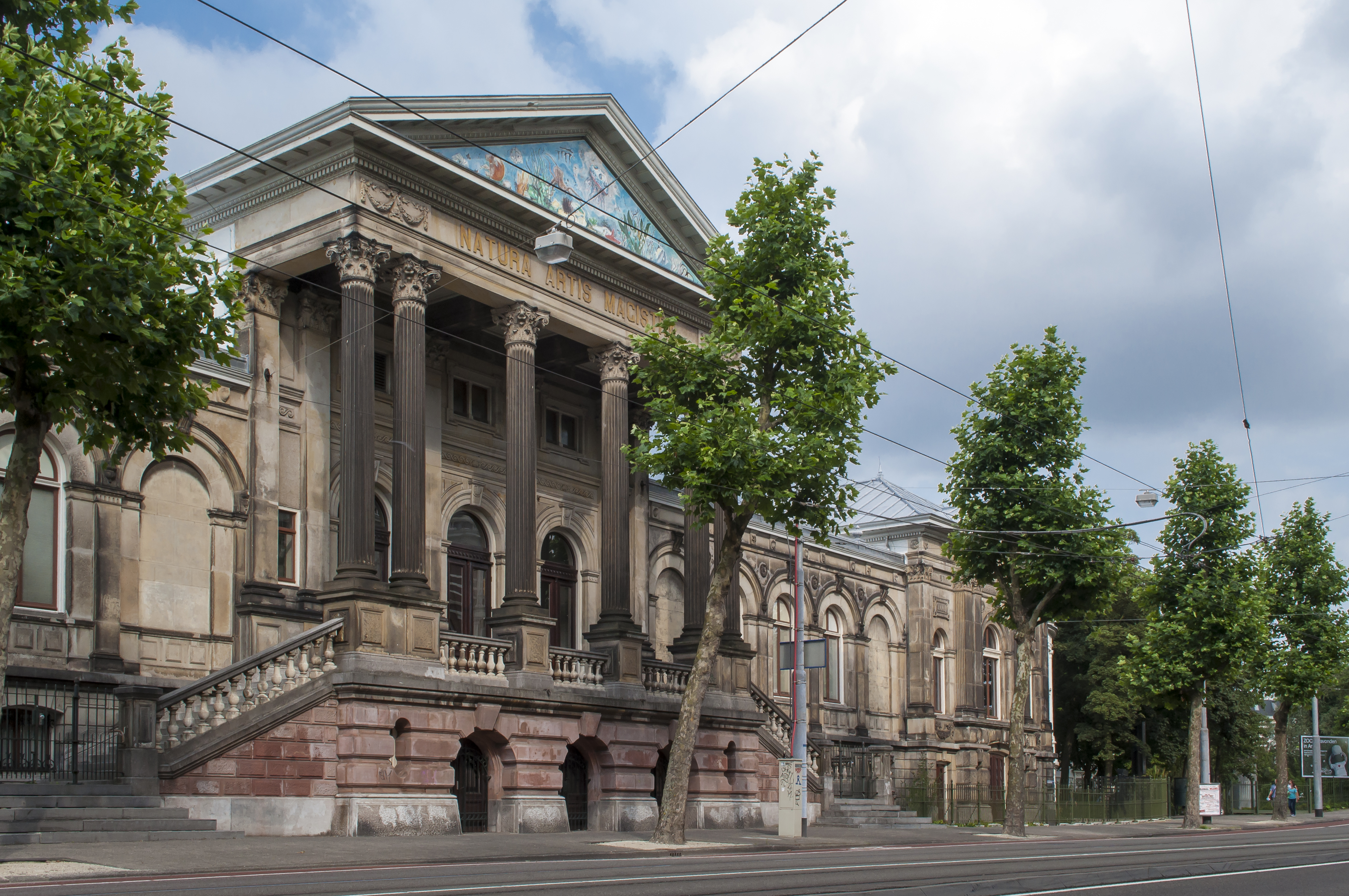
L'aquarium.
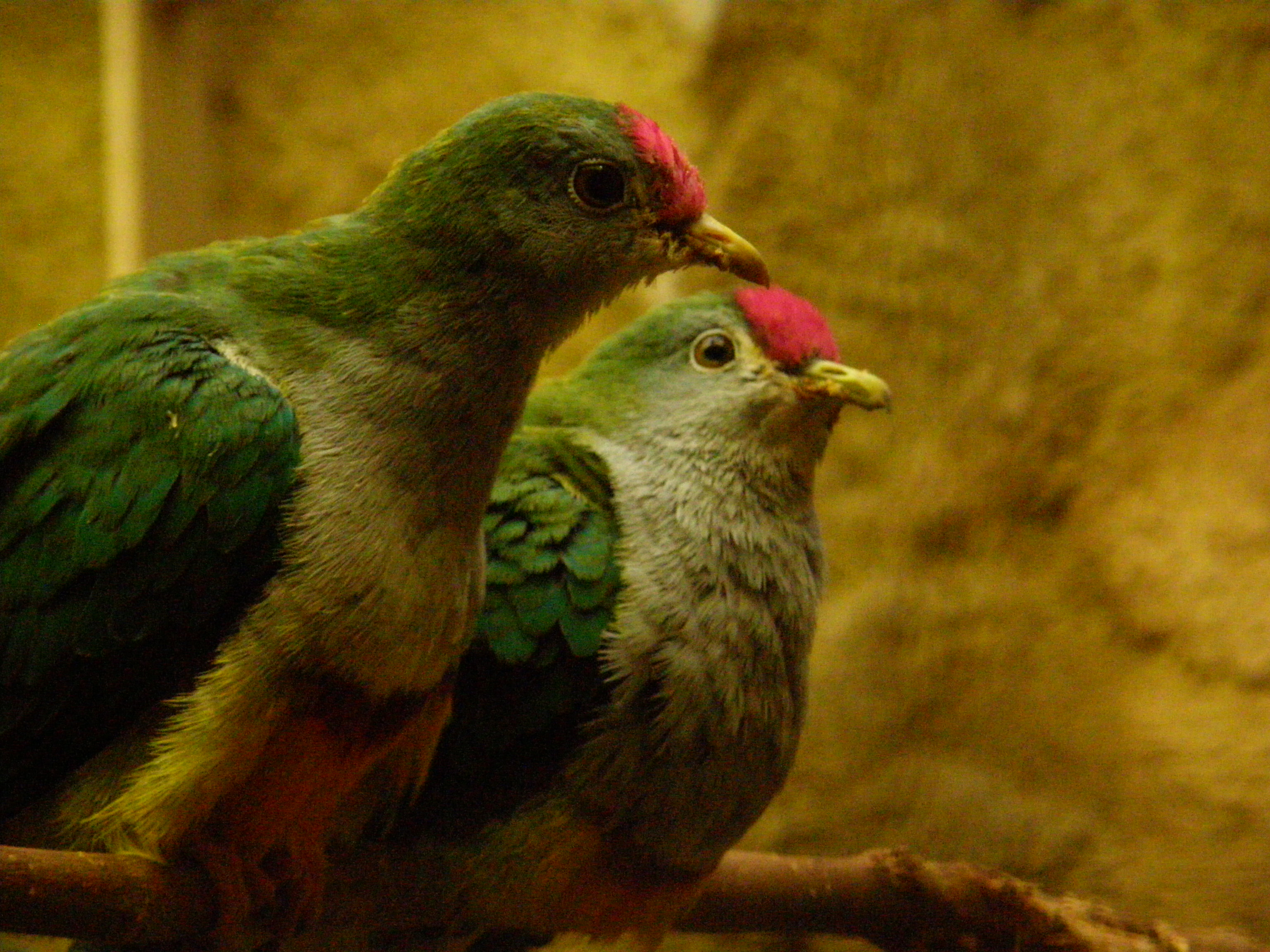
Ptilinopus pulchellus.
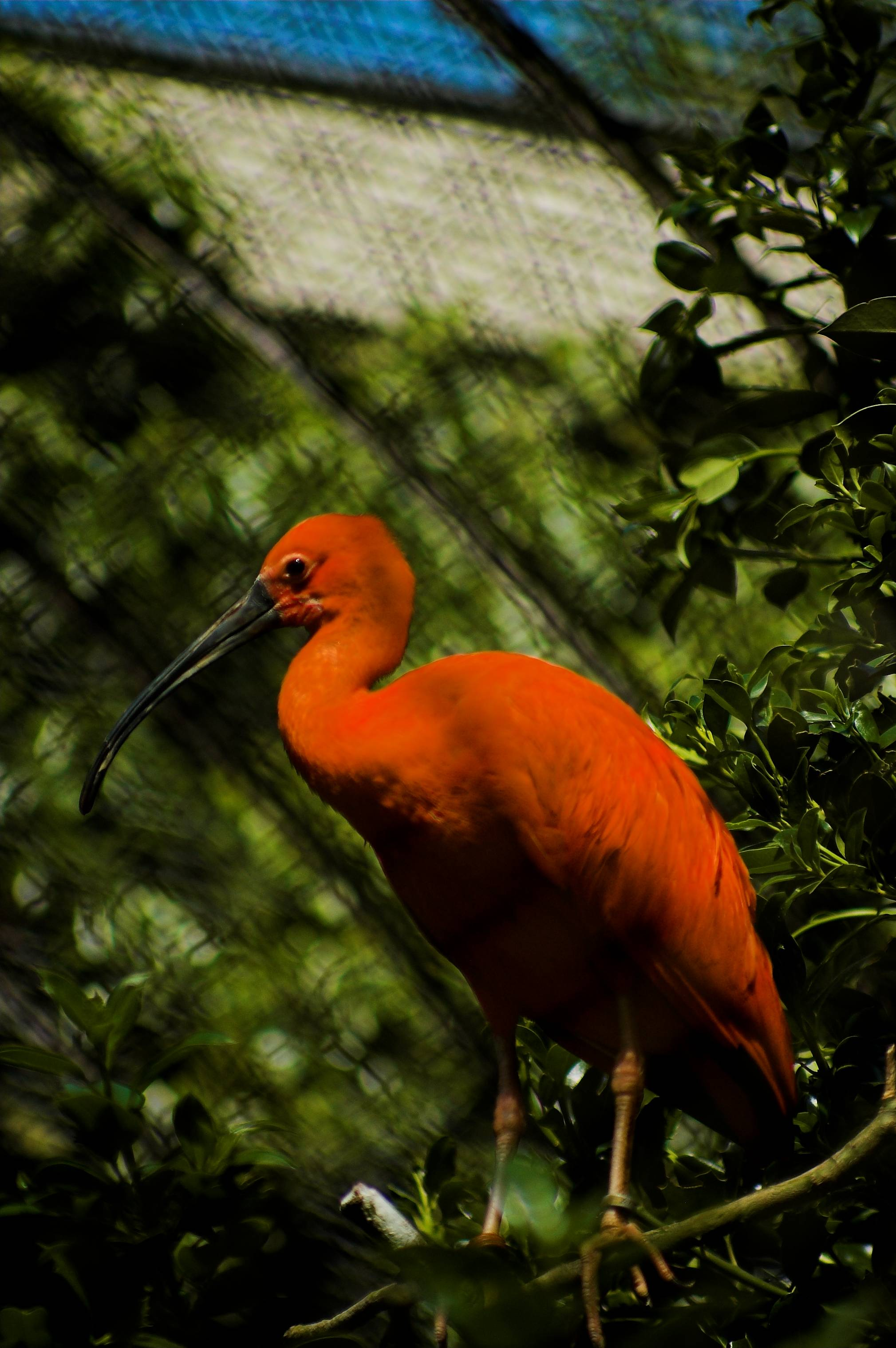
Ibis rouge.
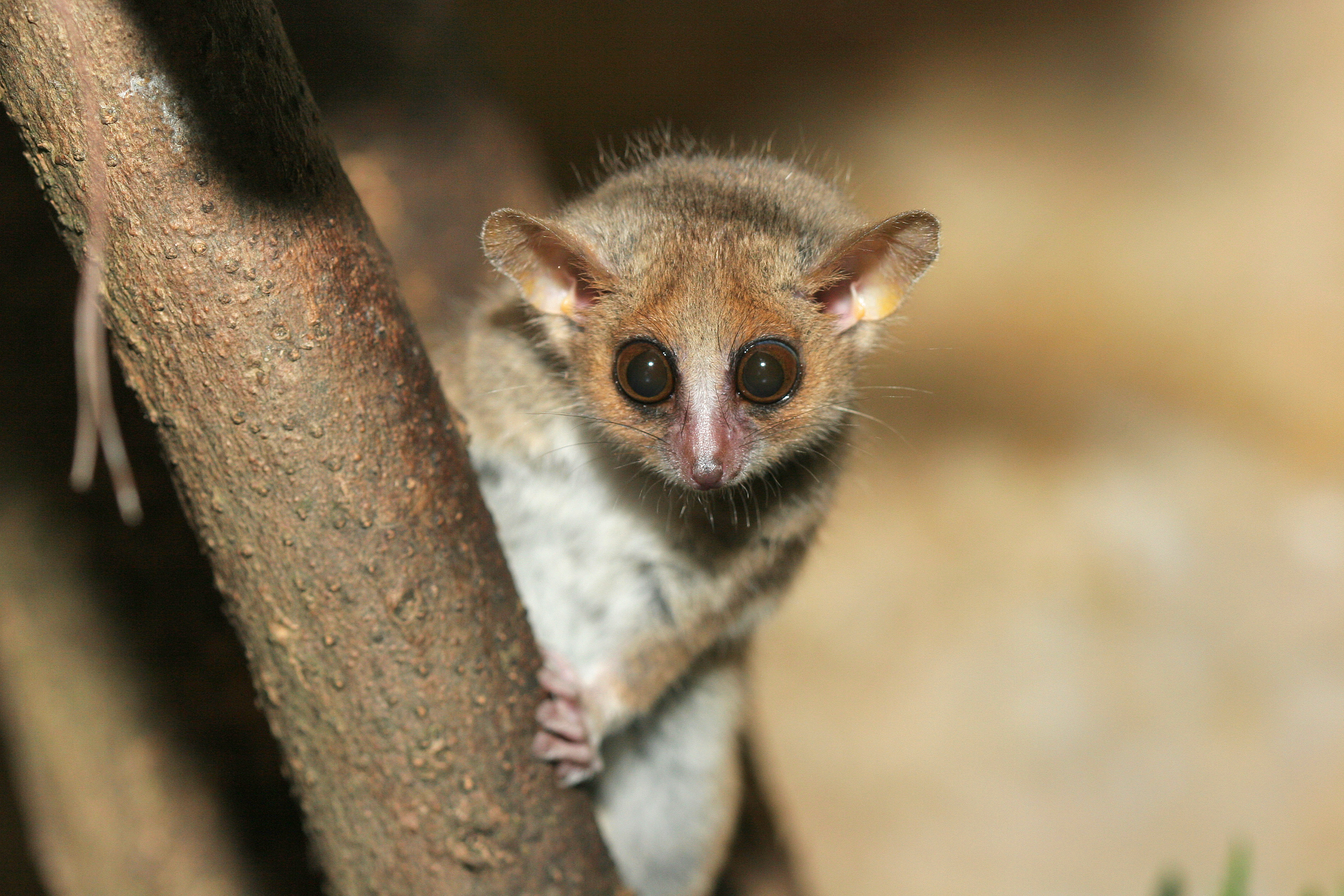
Microcebus.